# Euodynerus velutinus
Euodynerus velutinus är en stekelart som beskrevs av Blüthgen 1951. Euodynerus velutinus ingår i släktet kamgetingar, och familjen Eumenidae. Inga underarter finns listade i Catalogue of Life.